# Johannes Hartlieb

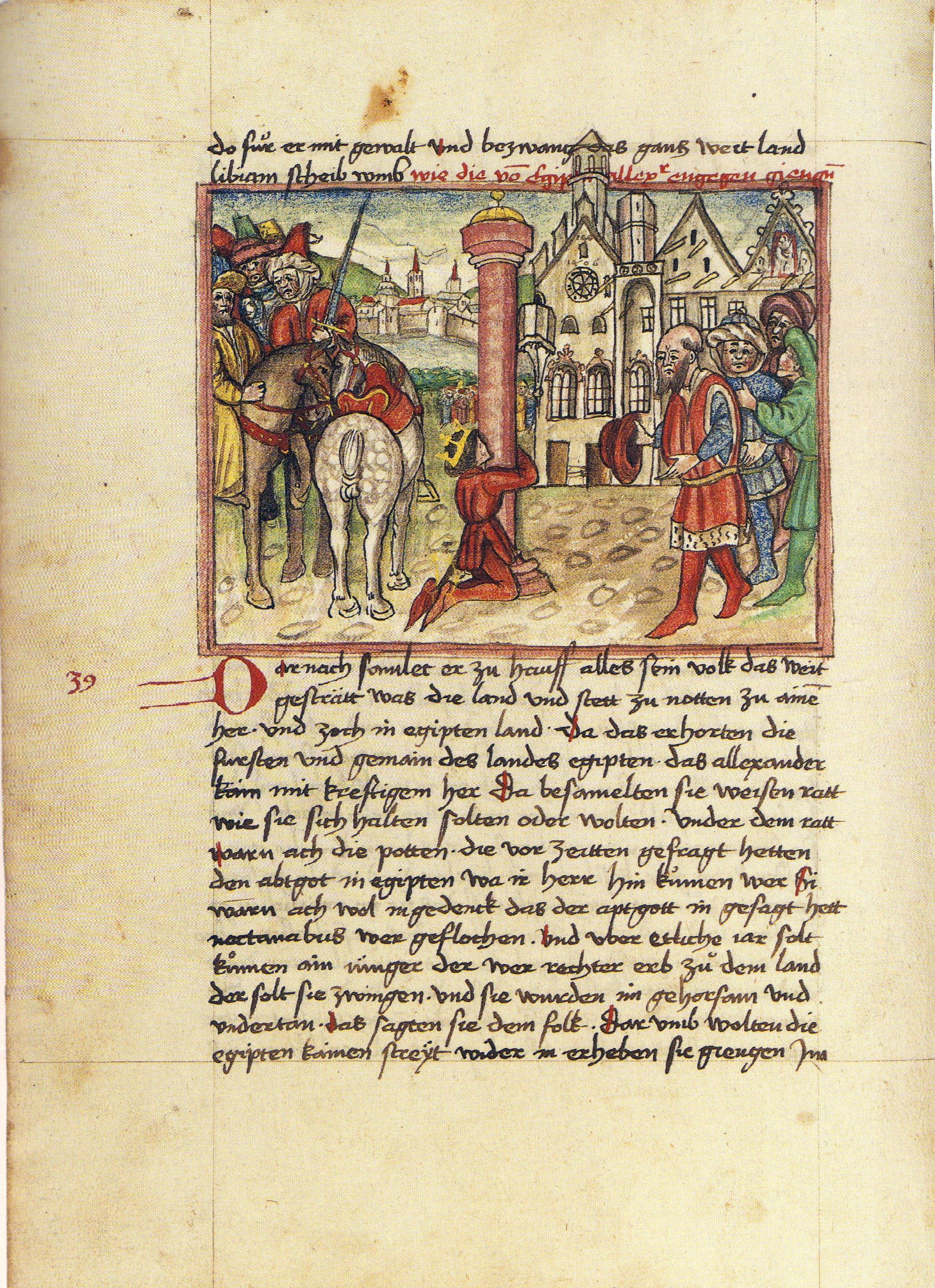
Johannes Hartlieb: Alexander, Handschrift Augsburg 1455, BSB München Cgm 581, Bl. 19v: Alexander findet das Denkmal seines Vaters

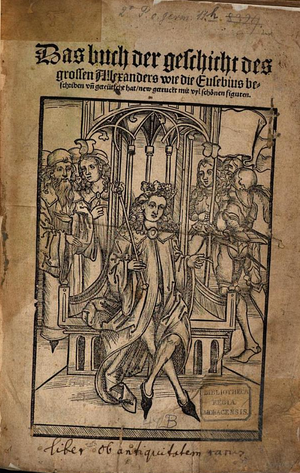
Johannes Hartlieb: Das buch der geschicht des grossen Allexanders, 1514

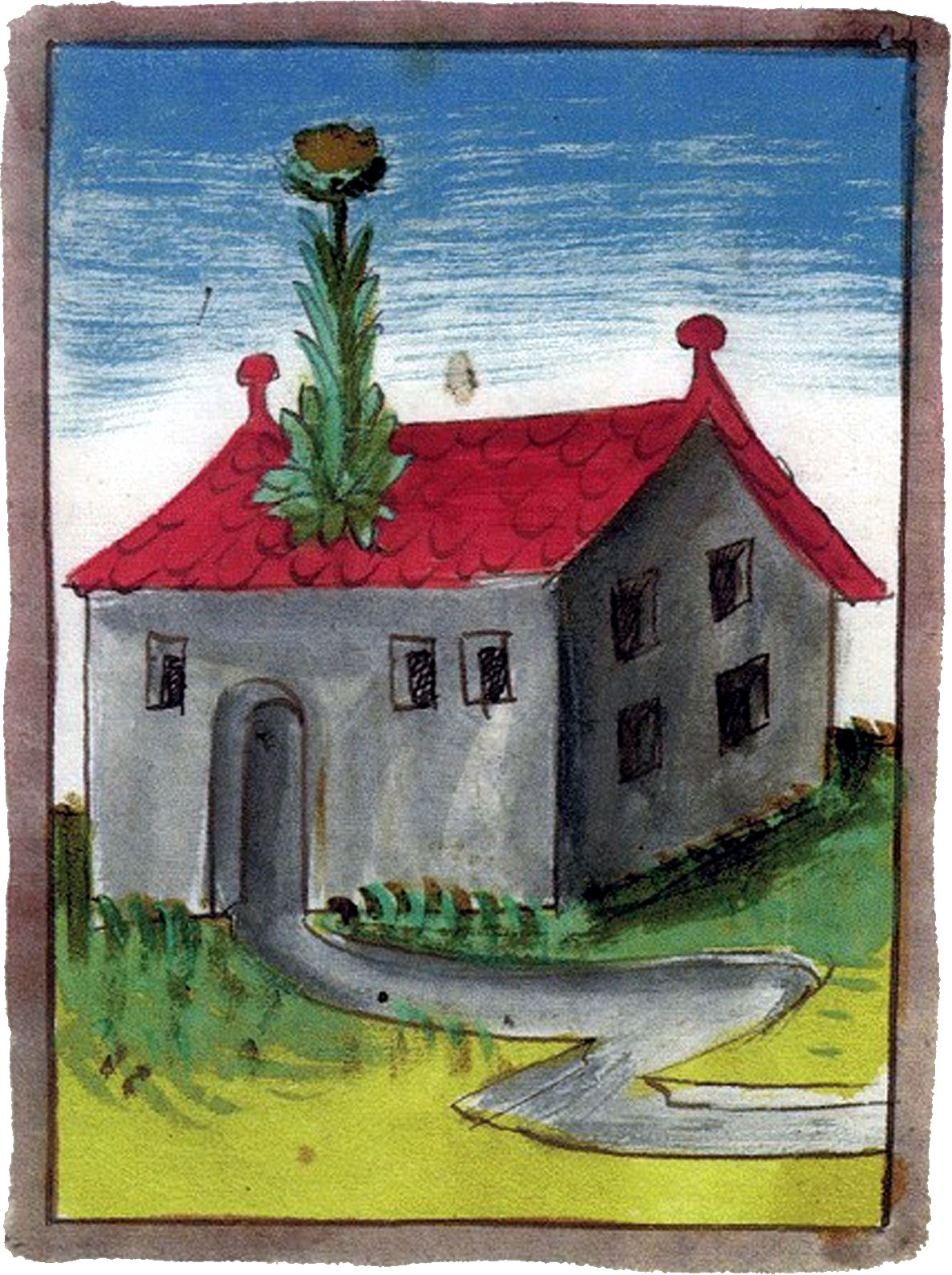
Hauswurz (Anholter-Moyländer Kräuterbuch, einer um 1470 entstandenen Abschrift von Hartliebs Kräuterbuch)

Johannes Hartlieb, auch Hans Hartlieb genannt, (* um 1400, wahrscheinlich in Möglingen; † 18. Mai 1468 in München) war ein deutscher Arzt und Leibarzt, gelehrter Rat, Diplomat, Hofdichter und frühhumanistischer Übersetzer am Hof der Wittelsbacher in München.

## Leben
Johannes Hartlieb wurde um etwa 1400, möglicherweise in dem württembergischen Dorf Möglingen nördlich von Stuttgart in eine Familie geboren, in der es vor und nach ihm verschiedene Akademiker gab. Sein Vater war Johann Hartlieb von Möglingen (lateinisch de Meglingen) (d. Ä.), der nach Ausweis der Akten der Universität Padua dort studiert hatte.
Hartlieb nahm an zwei Kriegen teil. Zum einen irgendwann in den Hussitenkriegen (1419–1436) sowie am Bayerischen Krieg (1420–1422) auf der Seite Ludwigs des Gebarteten von Bayern-Ingolstadt.
1436 stand Hartlieb urkundlich belegbar nun als Sekretär im Dienst von Herzog Albrecht III. von Bayern-München. Auf Fürsprache seines Dienstherren erhielt er die Pfarrstelle in St. Mauritius in Ingolstadt, die er aber nicht antrat, sondern zur Finanzierung eines Studiums an der Universität Wien nutzte. Bereits 1437 wird er in Wien als Magister erwähnt. In diesem Jahr wurde ihm die Pfarrstelle entzogen.
1439 wurde Hartlieb in Padua an der medizinischen Fakultät promoviert.
Anschließend, im Herbst 1440 wurde Doktor Johannes Hartlieb als Leibarzt, gelehrter Rat und damit Diplomat Herzog Albrechts III. von Bayern-München aufgenommen. Spätestens nach dessen Tod 1460 trat er in den Dienst dessen Sohnes Sigmund von Bayern. Er blieb bis zu seinem Tod 1468 im Dienste der Münchener Linie der Wittelsbacher.
1442 erhielt Hartlieb von Herzog Albrecht III. das nach Ausweisung der Juden aus München 1440 in landesherrlichen Besitz übergegangene Synagogengebäude und dessen Zubehör geschenkt. Er ließ die Synagoge zu einem Wohnhaus umbauen und richtete in der ehemaligen Mikwe eine erste Marienkapelle ein. Sie wurde später von Hartlieb überwölbt und er baute auf dem Grundstück eine neue Kapelle (‚Gruftkapelle’). Dieser Name ging auch auf die Gasse über.
Hartlieb wird wenig später als Verwandter Herzog Albrechts genannt und es wird angenommen, dass es sich bei seiner Ehefrau Sybilla um eine uneheliche Tochter des Herzogs handelte. Der nun für Hartlieb nachweisbare bemerkenswerte Hausbesitz in München dürfte zum Teil als Mitgift in seine Hände gelangt sein.
Um 1450 übersetzte er für das Fürstenpaar und den Münchener Hof den Alexanderroman. Daneben schrieb Hartlieb mehrere klassische Werke, darunter die Teilübersetzung des Dialogus miraculorum des Zisterziensers Caesarius von Heisterbach, die von Karl Drescher herausgegeben wurde. Mit dem Münchner Stadtarzt Sigismund Gotzkircher erstellte Hartlieb 1453 eine Arzneitaxe für München. 1456 schrieb er Das puch aller verpoten kunst, ungelaubens und der zaubrey, welches die erste bekannte Aufzeichnung eines Hexensalbenrezeptes enthält. Das Buch aller verbotenen Kunst stellt zugleich auch eine Wende in Hartliebs Leben dar. So distanzierte sich Hartlieb in diesem Buch von den verbotenen Künsten, obwohl er sich in seinen früheren Werken (Mondwahrsagebuch, Namenmantik) durchaus der Magie bzw. dem Wahrsagen zugetan zeigte. Dieser Wandel lässt sich möglicherweise auf eine mutmaßliche Begegnung mit Kardinal Nikolaus von Kues in den Jahren 1451 und 1454 zurückführen. Nach einer Vermutung von Wolfram Schmitt hat Nikolaus Hartlieb von der Sündhaftigkeit der Magie und des Aberglaubens überzeugt und ihn so zu einer religiösen Haltung bekehrt.
Johannes und Sybilla Hartlieb hatten drei Kinder: Eucharius, Gothard und Dorothea. Gothard tritt später als Rat in den Dienst von Erzherzog Siegmund (Österreich-Tirol) und erfüllte diplomatische Missionen. Ab 1488 amtierte er als bayerischer Landrichter und Pfleger zu Tölz. Er verblieb also im höfischen Umfeld.

## Wichtigste Werke

### De amore
De amore wurde ursprünglich unter dem Titel Puech Ovidy von der lieb zu erwerben, auch die lieb zu versmähen 1440 in Wien als Auftragswerk des Herzogs Albrecht VI. von Österreich geschrieben. Es handelt sich hierbei um eine Übersetzung des Tractatus de amore von Andreas Capellanus und stellt ein Regelbuch der höfischen Liebe dar. Hartlieb hielt sich bei der Übersetzung nah an seiner lateinischen Vorlage, wobei er zunächst nur die ersten beiden Bücher übersetzte und erst auf Anregung der Hofgesellschaft sich auch dem dritten Teil widmete. Derzeit sind von De amore insgesamt 13 Handschriften und drei Inkunabeldrucke erhalten.

### Kräuterbuch
Das Kräuterbuch zählt zu den medizinischen Schriften Hartliebs und ist zwischen 1435 und 1450 entstanden. Es behandelt verschiedene Tiere und Pflanzen und erklärt deren medizinischen Wert und Nutzen. In sieben Pflanzenkapiteln deutet Hartlieb zudem eine magische bzw. verbotene Verwendung an; diese Stellen gehen jedoch allesamt fast wörtlich auf eine seiner Vorlagen, das Buch der Natur Konrads von Megenberg, zurück. Das Kräuterbuch ist in insgesamt neun Handschriften überliefert: Fünf Bilder-Handschriften enthalten den vollständigen Text, eine fragmentarische Bilder-Handschrift enthält die Kapitel 52–170. Zudem ist das Kräuterbuch ohne Tierkapitel in zwei Handschriften und einem Fragment des Buchs der Natur Konrads von Megenberg überliefert, wo es die ursprüngliche Kräuterkunde Konrads ersetzt.

### Alexander
Alexander entstand unter dem ursprünglichen Titel Die histori von dem großen Alexander um 1450. Bei diesem Werk handelt es sich um einen Fürstenspiegel, der von Hartlieb im Auftrag von Albrecht III. und Anna von Braunschweig verfasst wurde. Hartlieb übersetzt hierbei eine Pariser Handschrift der Historia de preliis Alexandri Magni (um 950) des Archipresbyter Leo von Neapel und ergänzt diesen Alexanderroman mit eigenen Kommentaren und Zusätzen, so dass Alexander als Idealbild eines Herrschers dargestellt wird und somit als Vorbild für die adeligen Rezipienten dient. Alexander ist in 22 Handschriften und 18 Druckauflagen überliefert.

### Dialogus miraculorum
Hartliebs Dialogus miraculorum ist vermutlich zwischen 1456 und 1467 entstanden. Es handelt sich um eine Teilübersetzung (Buch 2 mit Distinktionen 7–12) des Dialogus miraculorum von Caesarius von Heisterbach in Form eines Zwiegespräches zwischen einem Mönch und einer Novizin mit Hilfe eines Frage-Antwort-Dialogs über christliche Themen. Hartlieb hält sich hierbei recht genau an die lateinische Vorlage und stellt lediglich einen eigenen Prolog voran. Von Hartliebs Dialogus miraculorum ist nur eine einzige handschriftliche Überlieferung in einem Codex der British Library erhalten.

### Das Buch aller verbotenen Kunst
Das Buch aller verbotenen Kunst ist 1456 als Auftragswerk für Johann von Brandenburg-Kulmbach entstanden und stellt eines der berühmtesten Werke Hartliebs dar. Das Buch gliedert sich in zwei Teile, wobei der erste Teil überwiegend der Autorintention, der Verurteilung der Zauberei und des Aberglaubens gewidmet ist. Im zweiten Teil beschreibt Hartlieb die sieben verbotenen Künste (Nigromantia, Geomantia, Hydromantia, Aeromantia, Pyromantia, Chiromantia, Spatulamantia). Es handelt sich um das früheste deutschsprachige Zeugnis, das sich mit dem Aberglauben des Mittelalters enzyklopädisch beschäftigt. Als Besonderheit gilt Hartliebs Einstellung zu den verbotenen Künsten der Magie.

## Weitere Werke
- 1430/32: Kunst der Gedächtnüß
- 1433/35: Mondwahrsagebuch
- 1434: Ueber die Erhaltung des Sieges
  - um 1437: Onomatomantie (Namenmantik)
- 1448: Chiromantie
- 1456/57: Brandanlegende
- ca. 1465: Secreta mulierum[14] (im Auftrag Herzog Siegmunds aus dem Lateinischen übersetzt und ergänzt mit einer Trotula-Übersetzung)[15]

Die Zuschreibung einiger dieser Werke an Hartlieb wurde in der Vergangenheit angezweifelt. Wohl tatsächlich nicht Hartlieb zuzuordnen ist das Buch von warmen Bädern, bei welchem es sich um eine Übersetzung von Felix Hemmerlis De balneis naturalibus sive termalibus handelt; es gilt als sehr wahrscheinlich, dass die Übersetzung nicht durch Hartlieb, sondern durch Jordan Tömlinger angefertigt wurde. Auch im Falle der Geomantie wird Hartlieb gegenwärtig die Verfasserschaft abgesprochen. Auch ein Tractatus de arte scolopetaria germanicus, Onomatomantia (‚Namenmantik‘) und Iconismus bellicis stammen nach Ansicht Volker Schmidtchens eher nicht von Hartlieb selbst.

## Neuere Ausgaben
- Johann Hartliebs Übersetzung des Dialogus miraculorum von Caesarius von Heisterbach, aus der einzigen Londoner Handschrift hrsg. von Karl Drescher. Weidmann, Berlin 1929 (Digitalisat)
- Gerold Hayer, Bernhard Schnell (Hrsg.): Johannes Hartlieb, „Kräuterbuch“. Zum ersten Mal kritisch herausgegeben (= Wissensliteratur Im Mittelalter. Band 47). Reichert, Wiesbaden 2010, ISBN 3-895-00760-9.
- Alfred Karnein (Hrsg.): De amore deutsch. Der Tractatus des Andreas Capellanus in der Übersetzung Johann Hartliebs (= Münchener Texte und Untersuchungen zur deutschen Literatur des Mittelalters. Band 28). C.H. Beck’sche Verlagsbuchhandlung, München 1970.
- Franz Speta (Hrsg.): Das Kräuterbuch des Johannes Hartlieb. Eine deutsche Bilderhandschrift aus der Mitte des 15. Jahrhunderts. Mit einer Einführung und Transcription von Heinrich L. Werneck. ADEVA, Graz 1980, ISBN 3-201-01131-2; teilweiser Neudruck von:
  - Heinrich L. Werneck: Kräuterbuch des Johannes Hartlieb. Eine deutsche Handschrift um 1435/1450 aus dem Innviertel. In: Ostbairische Grenzmarken, Band 2, 1958, S. 71–124.
- Johannes Hartliebs „Alexander“. Eingeleitet und herausgegeben von Reinhard Pawis. Artemis Verlag, München 1991, ISBN 3-7608-3397-7, (Münchener Texte und Untersuchungen zur deutschen Literatur des Mittelalters 97).
- Das Buch der verbotenen Künste. Aberglauben und Zauberei des Mittelalters. Aus dem Mittelhochdeutschen übersetzt kommentiert und mit einem Glossar versehen von Falk Eisermann und Eckhard Graf. Mit einer Einleitung und einem Anhang von Christian Rätsch. Erweiterte Neuausgabe. Diederichs, München 1998, ISBN 3-424-01424-9, (Diederichs gelbe Reihe 149 Europa).